# シャーウッドの森

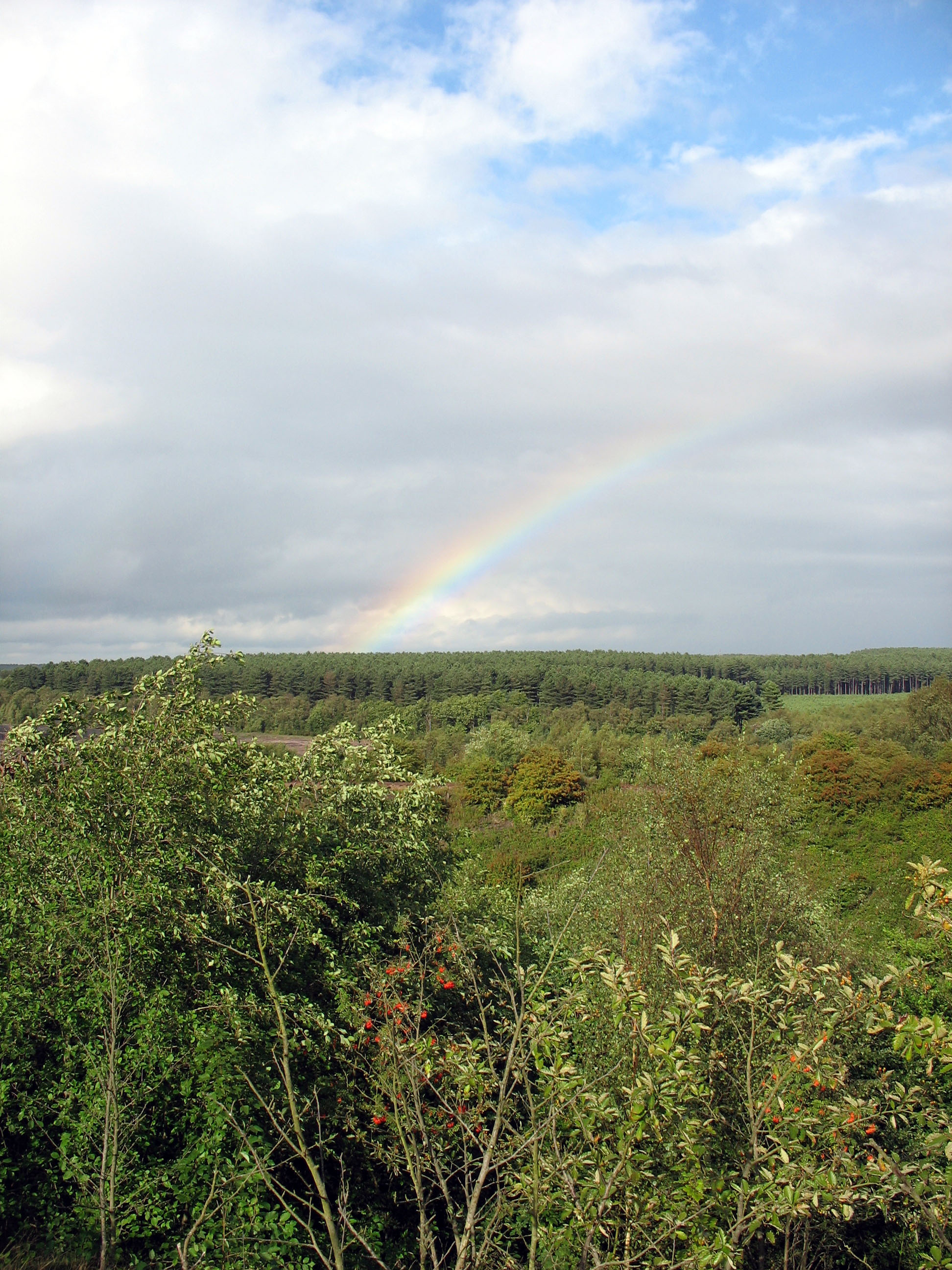
シャーウッドの森の遠景

シャーウッドの森（シャーウッドのもり、Sherwood Forest）は、イギリスのイングランド、ノッティンガムシャー、ノッティンガムの北約30kmにある王室林 (royal forest)・国立自然保護区 (National Nature Reserve)。

## 歴史
ロビン・フッドが隠れ住んだ森として知られる。
かつては現在よりはるかに広大だったが、19世紀から20世紀にかけて、ノッディンガム炭田採鉱のために大半が伐採された。